# Кевіш В'ячеслав Едуардович
В'ячеслав Едуардович Кевіш (рос. Вячеслав Эдуардович Кевиш; 30 квітня 1987, Осинники, РРФСР — 16 вересня 2022, Україна) — російський офіцер, капітан ЗС РФ. Герой Російської Федерації.

## Біографія
В 2002 році навчався в Кемеровському кадетському корпусі електроніки. В 2009 році закінчив Новосибірське вище військове командне училище. Служив в 24-й окремій бригаді спеціального призначення. Учасник збройного конфлікту на Північному Кавказі і вторгнення в Україну, бився в Чернігівській, Харківській, Донецькій та Луганській областях. Загинув у бою під час відступу російських військ. 26 вересня 2022 року був похований в Новосибірську.

## Сім'я
Був одружений, мав сина.

## Нагороди
- Орден Мужності (вересень 2022, посмертно)
- Звання «Герой Російської Федерації» (2023, посмертно)

## Вшанування пам'яті
В грудні 2022 року на будівлі Осинницької школи №35 була встановлена меморіальна дошка.